# Лопухин, Пётр Аврамович Меньшой
Пётр Аврамович Лопухин Меньшой (? — 1698) — русский государственный и военный деятель XVII века.
Родился в семье головы московских стрельцов Авраама Никитича Лопухина. В середине 1650-х годов пожалован из дворян московских в стряпчие. Голова московских стрельцов в 1667—1677 годах. Во главе своего приказа в составе полка воеводы князя Ю. А. Долгорукого в 1670—1671 годах принял участие в подавлении бунта Степана Разина, а затем — в боевых действиях на начальном этапе русско-турецкой войны. Пожалован в стольники не ранее 1676 года.
В октябре 1677 года назначен «товарищем» (заместителем) к боярину И. М. Милославскому, руководившему Иноземским, а также Пушкарским и Рейтарским приказами. В 1679 году лично проводил набор в солдатскую службу в Городецкой волости. В мае 1681 года вместе со своим начальником переведён на службу в Приказ Большой казны, а в декабре того же года получил назначение в «товарищи» к боярину князю М. Ю. Долгорукому в Разрядный приказ, где прослужил до февраля 1682 года.
Во время стрелецкого бунта 1682 года, 20 мая, по требованию стрельцов был приговорён к ссылке в Сибирь, но был задержан в Ярославле, где в сентябре получил распоряжение «ехать жить в свои деревни». Владел поместьями в Ярославском и Юрьевско-Польском уездах, а также вотчиной в Боровском уезде — селом Могутовым, в котором в 1693 году на свои средства построил многоярусную Сергиевскую церковь с богатым кирпичным декором в стиле московского барокко.
В сентябре 1688 года пожалован в окольничие, а спустя два года возведен в чин боярина.
В 1698 году был арестован по обвинению в сокрытии убийства нескольких церковных крестьян. Несмотря на заступничество патриарха, был подвергнут пыткам, от которых в ходе следствия скончался .
Похоронен в фамильной усыпальнице в церкви Михаила Архангела Спасо-Андроникова монастыря.